# Ålandet

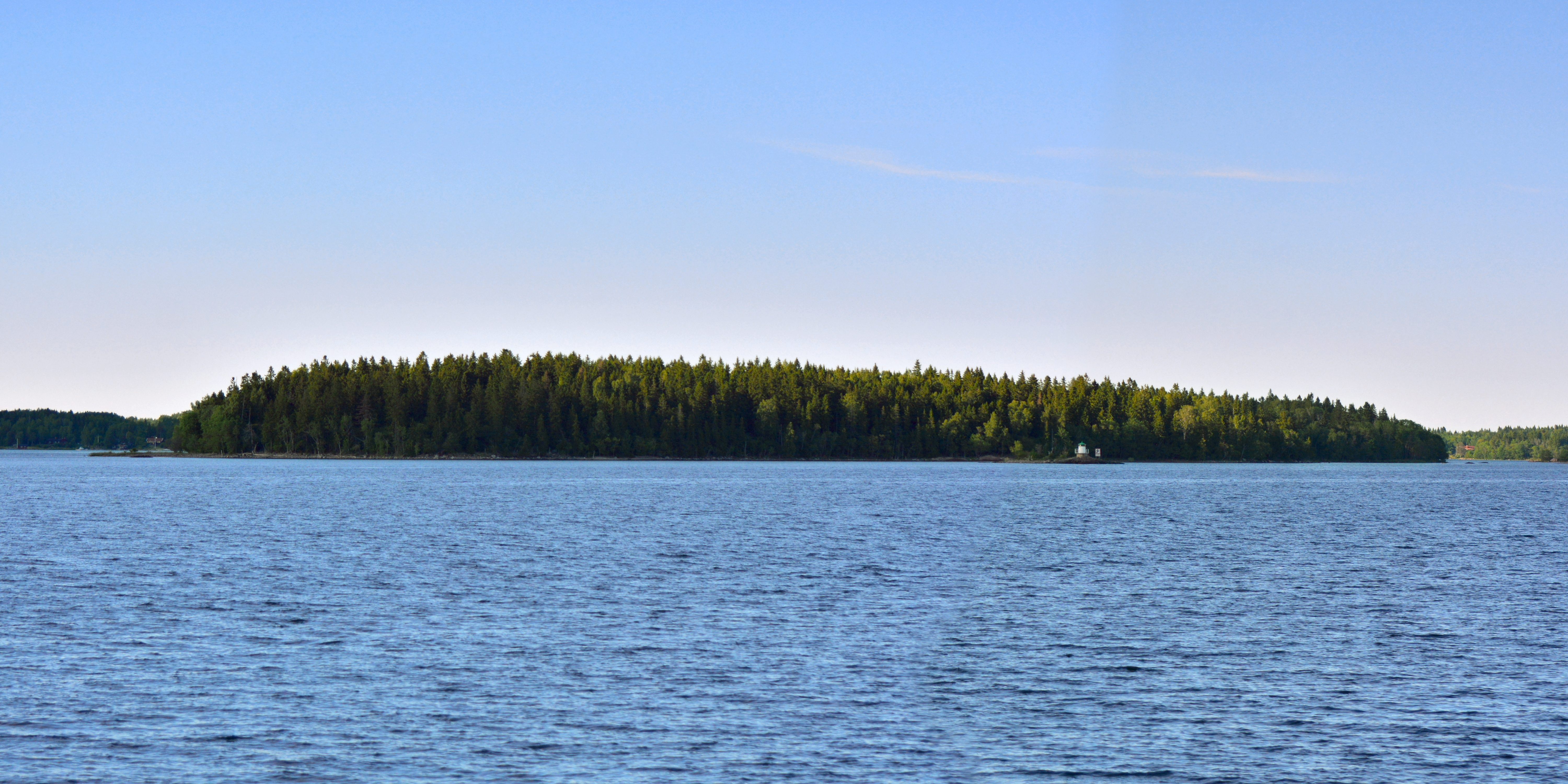
Ålandet från sydväst. Fyren Ålandskobb syns till höger.

Ålandet är en långsmal, kilometerlång ö i Norrtälje kommun ca 2 sjömil nordost om Furusund. Ön är obebodd så när som på en fritidsfastighet på öns nordvästra del. Rester av grunden från ett gammalt torp finns på mitten av ön.

## Natur
Öns södra del domineras av granskog medan mellersta och norra delen är mer uppblandad med asp, ask, björk, al, rönn och hassel. Den norra delen är också mer påverkad av bete och där förekommer också arter som förknippas med lövskog och betesmark, till exempel adam och eva, blåsippa, smultron, ramslök och liljekonvalj.
Sedan 2007 är Ålandet ett Natura 2000-område för att skydda förekomsten av grön sköldmossa och smalgrynsnäcka.